# Polana (Laško, Slovenija)
Polana je naselje u slovenskoj Općini Laškom. Polana se nalazi u pokrajini Štajerskoj i statističkoj regiji Savinjskoj. 

## Stanovništvo
Prema popisu stanovništva iz 2002. godine naselje je imalo 183 stanovnika.